# 현상광고
현상광고(懸賞廣告)는 광고자(廣告者)가 어떠한 지시행위(指示行爲)를 한 자에게 일정한 보수를 지급할 것을 표시하고, 이에 응한 자(응모자)가 그 광고에 정한 행위를 함으로써 성립하는 계약(675조)이다. 현상광고는 유상·편무계약이며, 민법이 인정하는 유일한 요물계약이다. 현상광고의 법률적 성질에 관해서, 이를 단독행위로 보는 견해(단독행위설)와 계약으로 보는 견해(계약설)로 나뉘나 후자가 통설이다. 현상광고는 사람이나 물건을 찾는다든가 범죄자의 적발, 학술적 발명의 장려에 널리 행하여지고 있으며, 사회의 진전 특히 매스컴의 비상한 발달로 그 사회적 의의는 매우 크다. 예컨대, 행방불명이 된 자기 집 개를 데려오는 사람에게 1만원의 사례금을 주겠다는 등의 광고이다(675조). 광고란 불특정 다수인(不特定多數人)에 대한 의사표시이므로 관념의 통지(사원총회 소집공고 등)나 특정인에 대한 의사표시는 광고가 아니다. 구인광고와 같은 청약의 유인과도 다르다. 광고는 신문·잡지 등의 간행물이나 게시 기타의 서면에 의하든 방송 또는 구두(口頭)에 의하든 그 방법에 제한이 없다. 광고에 지정된 행위의 완료자는 보수청구권을 획득한다(676조). 광고가 있음을 알지 못하고 지정 행위를 완료한 때에는 계약이 성립되었다고 볼 수 없으나, 이런 때에도 계약이 성립을 인정하여 보수청구권을 인정하는 특별규정을 두었다(677조). 위 사례에서 현상광고가 있음을 모르고서 그 집 개를 데려온 사람에게도 광고를 낸 사람은 보수를 지급할 채무를 부담한다(675조, 677조). 현상광고는 지정행위를 완료한 자가 있기 전에는 철회할 수 있으나 이를 모르고 지정 행위를 완료한 자가 있으면 그에게 보수를 지급하여야 한다(679조). 광고 속에서 지정행위를 할 기간을 정한 때에는 광고를 철회할 수는 없으나 그 밖의 경우에는 지정행위를 완료한 자가 없는 한 전기한 광고와 동일 방법에 의하여 철회할 수가 있다(679조 2항·3항). 또 현상광고에는 지정행위를 완료한 자 가운데서 우수한 자에게만 보수를 지급하는 우수현상광고(優秀懸賞廣告)도 있다(678조).

## 우수현상광고
우수현상광고(優秀懸賞廣告)는 광고에 지정한 행위를 몇 사람이 했을 때 그 우수자에게만 보수를 주는 광고를 말한다. 따라서 지정행위는 우열을 가릴 수 있는 소설·작사·작곡·도안 등의 행위이어야 한다. 이 광고는 응모의 기간이 정해져 있지 않으면 무효이다(678조 1항). 우수자의 판정은 광고 중에 정해져 있는 자가 하며 광고 중에 정해 있지 않을 때에는 광고를 낸 자가 하게 되어 있다(678조 2항). 우수자가 없다는 판정은 원칙적으로 허락되지 않으나 학술논문 등 광고의 성질상 일정한 객관적 표준이 예정되어 있을 경우에는 이 표준에 도달하는 자가 없으면 '우수자 없음(대신 2등 당선자의 수를 늘리는 것 등)'이라는 판정도 적법하다. 응모자는 판정에 이의를 제기할 수 없다(678조 3항·4항). 판례에 따르면 “우수현상광고의 광고자로서 당선자에게 일정한 계약을 체결할 의무가 있는 자가 그 의무를 위반함으로써 계약의 종국적인 체결에 이르지 않게 되어 상대방이 그러한 계약체결의무의 채무불이행을 원인으로 하는 손해배상을 청구한 경우 그 손해배상청구권은 계약이 체결되었을 경우에 취득하게 될 계약상의 이행청구권과 실질적이고 경제적으로 밀접한 관계가 형성되어 있기 때문에, 그 손해배상청구권의 소멸시효기간은 계약이 체결되었을 때 취득하게 될 이행청구권에 적용되는 소멸시효기간에 따른다.”

## 현상광고보수금청구의 소

### 요건사실(청구원인)
1. 광고자가 현상광고를 하였을 것.
2. 상대방이 현상광고에서 정한 지정행위를 완료하였을 것.

### 항변
1. 지정행위에 붙은 조건·기한이 불성취
2. 지정행위가 반사회질서
3. 해제

## 같이 보기
- 배스킨라빈스의 현상광고 계약 채무불이행 사건
- 대한민국 민법 제675조 현상광고의 의의
- 대한민국 민법 제676조 보수수령권자
- 대한민국 민법 제677조 광고부지의 행위
- 대한민국 민법 제678조 우수현상광고
- 대한민국 민법 제679조 현상광고의 철회
- 포상금